# 입찰
입찰(bidding)은 개인이나 기업이 제품이나 서비스에 대한 가격표를 설정하거나 어떤 조치를 취하도록 요구하는 제안(경쟁적인 경우가 있음)이다. 입찰은 어떤 것의 비용이나 가치를 결정하는 데 사용된다.
입찰은 상황의 맥락에 따라 제품이나 서비스의 영향을 받는 사람이 수행할 수 있다. 경매, 증권거래소 또는 부동산의 맥락에서 기업이나 개인이 지불할 의사가 있는 가격 제안을 기업 또는 정부 조달 이니셔티브의 맥락에서 입찰이라고 한다. 경영 및 법학부 학생들은 사전 할당된 입찰 포인트 또는 코스 입찰 시스템의 전자 입찰 통화를 사용하는 코스 입찰 프로세스를 통해 최대 정원을 갖춘 수요가 많은 선택 코스에 적극적으로 입찰한다. 기업이나 개인이 판매하려는 가격 제안을 입찰이라고도 한다. "입찰"이라는 용어는 카드 게임에 베팅할 때도 사용된다. 입찰은 물품이나 자산의 수요와 그에 따른 가치를 결정하기 위해 다양한 경제적 틈새 시장에서 사용된다. 오늘날의 첨단 기술 세계에서는 인터넷이 입찰 시설을 제공하는 데 선호되는 플랫폼이다. 이는 자유 시장 경제에서 상품 가격을 결정하는 자연스러운 방법이다.
유사한 개념을 사용하거나 사용하지 않을 수 있는 많은 유사한 용어가 역경매, 소셜 입찰 또는 스스로를 입찰로 홍보하는 기타 많은 게임 수준 아이디어와 같이 입찰과 관련하여 최근에 발전했다. 입찰은 때로는 행운에 의해서만 결정되는 것이 아니라 상금 자체에 대한 총 수요에 의해서도 상금이 결정되는 윤리적 도박으로 사용되기도 한다.